# Бхаратенду Харішчандра
Бхаратенду Харішчандра (гінді:भारतेन्दु हरिश्चंद्र, 9 вересня 1850 —6 січня 1885) — індійський письменник, драматург, поет, журналіст, поліглот, перекладач.

## Життєпис
Походив з культурної родини Вис'я. Народився у Варанасі (сучасний Бенарес, штат Уттар-Прадеш). Син поета Гопала Чандри. З дитинства привчався до поезії. У 1855 році втратив матір, а у 1860 році — батька. Деякий час навчався у квінс-коледжі у рідному місті. У 1865 році разом з родиною перебрався до м. Пурі (штат Орісса), де навчався у храмі Джаганнатха. Тут вперше познайомився з представниками Бенгальського Відродження, починає цікавитися прозою та драмою. Водночас вивчив санскрит, маратхі, бенгалі, гуджараті, панджабі, урду, англійську мову.
З цьомго моменту приділяє активну увагу літературі та журналістиці, розвитку розмовної мови кхарі-болі, який завдяки Харічандрі перетворився на літературну мову гінді. У 1868 році отримує посаду редактора журналу «Кавівачансудха», з 1873 року займає посади редактора журналів «Харічандра Мегезін», «Харічандра Патріка», «Бал Водхіні». У 1880 році на засіданні вчених в Варанасі йому було присвоєно почесне звання «Бхаратенду».

## Творчість
Харішчандра значний час приділяв драмі, саме з драматургії розпочалася власне сама література гінді. У перших творах помітний вплив європейської літератури, санскритська класика і бенгальська література. Перші досліди драматургічного мистецтва він засвоював у заняттях перекладами санскритських, англійських і бенгальських п'єс.
Реалістичні тенденції у творчості Харішчандри проявилися в його сатиричних творах —одноактних п'єсах «Насильство релігії та не буде насильством» (1873 рік), «Сліпе містечко» (1881 рік), де зображувалося лицемірство жрецького стану, неробство аристократів-феодалів, беззаконня колоніального правосуддя.
У п'єсі-монолозі (бхану) «Від отрути засіб-отрута», в якій показано, як англійці з легкістю змінюють правителів феодальних князівств, заохочують продажність і лизоблюдство в сановних сферах.
Харішчандра створив ряд творів на міфологічні та історичні сюжети, найкращим з них є історико-героїчна драма «Нільдеві» (1880 рік) про мужню боротьбу раджпутів за незалежність, про самовідданість. Як і Банкімчандра, творчість якого справила на нього велике вплив, Харішчандра розглядав раджпутів та їх військові звитяги як прояв незламного духу індійського народу, непримиренності до рабства. Свого вищого вираження ідейно-естетичні принципи Харішчандри знайшли в п'єсі-алегорії «Трагедія Індії» (1876 рік), що є вершиною не лише у творчості Харішчандри, а й у всій літературі хінді XIX ст. Ця п'єса — роздум про духовну та соціально-економічну кризу сучасного індійського суспільства. У алегоричних образах Ліні, Ледарства, Невігластва, Розколу, Страху, Безсилля драматург зобразив пороки, що прирікають Індію на безславне животіння. Поет, Видавець, Маратхі і Бенгалец уособлюють сили, покликані відродити Індію.
Іншим значним твором є алегорична п'єса «Мати-Індія» (1878 рік), яка є вільним перекладом бенгальського оригіналу. Також переклав санскритську п'єсу «Кільце Ракшаси» Вішакхадатта, драму з пракрита «Кпурманджірі».
У своїх публіцистичних статтях і п'єсах Харішчандра різко критикував вульгарні та жорстокі форми релігії, общинний фанатизм і нетерпимість, безправ'я жінки, висміював підлабузництво перед колонізаторами, відкрито говорив про беззаконня і свавілля влади.
Наполегливо відстоював суспільну роль мистецтва. У теоретичній праці «Драма» він, віддаючи шану письменникам минулого і закликаючи дбайливо ставитися до традиції, в той же час відзначав, що творці п'єс повинні дотримуватися тільки тієї національної традиції, яка прийнятна для даної епохи. Він вимагав від письменників-сучасників максимального наближення літератури до життя, застерігав від бездумно-легковагого ставлення до слова.
Також є автором збірки есе «Бхаратенду Ґрантхавалі» (1885 рік) у 3-х частинах.
Йому належить велика кількість релігійних віршів, які він писав мовою традиційної поезії — брадж.